# Noordeinde
Noordeinde är ett av den nederländska kungafamiljens fyra officiella slott och ligger i Haag. Under drottning Beatrix tid på tronen var slottet hennes arbetsplats från 1984.

## Bakgrund
Ursprungligen var slottet en medeltida mangårdsbyggnad, men gjordes om till ett rymligt residens av Willem van de Goudt 1533. Den ursprungliga källaren kan fortfarande ses i slottets grund.
Mellan 1566 och 1591 bytte slottet ägare flera gånger, men köptes 1595 av förenade Nederländerna åt Louise de Coligny, änka efter Vilhelm I av Oranien, och hennes son prins Frederik Henrik. Som tack för Vilhelm I:s tjänster gav staten byggnaden till hans familj 1609.
Frederick Hendrik byggde ut slottet och köpte även omgivande marker. Efter hans död 1647 tillbringade hans änka Amalia van Solms sin mesta tid på slottet. Efter hennes död 1675 stod det tomt under många år. Efter Vilhelm III:s död 1702 togs det över av Fredrik I av Preussen, Frederick Hendriks barnbarn. 1754 sålde Fredrik II av Preussen sina jordegendomar i Nederländerna till Vilhelm V. Hans son, som skulle bli kung Vilhelm I bosatte sig där 1792, men när fransmännen invaderade Nederländerna 1795 och hans familj tvingades fly till England blev slottet den Bataviska republikens egendom och är än idag i statlig ägo.
Vilhelm I flyttade in i Noordeinde 1817 och bodde där till sin abdikation 1840. Hans efterträdare Vilhelm II bodde aldrig där, men Vilhelm III använde slottet som vinterbostad. Hans och drottning Emmas dotter och senare drottning Vilhelmina föddes här 1880.
År 1948, samma år som drottning Juliana besteg tronen, förstördes slottets centrala del av en brand. Hon föredrog Soestdijk som sin officiella bostad även om några andra medlemmar av kungafamiljen fortsatte att använda Noordeinde.
År 1952-1976 användes den norra flygeln av Institutet för sociala studier. Efter en ombyggnad blev slottet drottning Beatrix arbetsplats 1984. Slottet är numer Beatrix officiella bostad.
Slottets trädgårdar är öppna för allmänheten.